# Het Zesde Zintuig (Nederland)
Het Zesde Zintuig was een Nederlands realitytelevisieprogramma waarin op zoek gegaan werd naar de beste paragnost, het beste medium of de beste helderziende.
Het was van 28 februari 2008 tot 21 maart 2013 te zien op RTL 4, daarvoor was het voor één seizoen te zien bij de KRO.
Van 2008-2010 was er ook een Vlaamse versie van het programma die te zien is op VTM; zie Het Zesde Zintuig (Vlaanderen).

## Seizoenen

### Seizoen 1
Het eerste seizoen (dat nog voluit Op Zoek naar het Zesde Zintuig heette) werd uitgezonden bij de KRO en werd gepresenteerd door Karin de Groot. Er deden 15 kandidaten aan mee, waarvan er tien doorgingen in de uiteindelijke serie. Zij deden tests onder toeziend oog van de waarnemers oud-politiecommissaris Joop van Riessen, journaliste Inge Diepman en mentalist Joe Pequerrucho. Een onafhankelijke jury besloot iedere week wie afviel. Naar de eerste aflevering keken ruim 800.000 kijkers.
De finale ging tussen Liesbeth van Dijk, Petra Lakerveld en Marchien Bakker en werd uiteindelijk gewonnen door Marchien Bakker.

### Seizoen 2
Het tweede seizoen werd uitgezonden door RTL 4 van 28 februari tot en met 17 april 2008. Vanaf dit seizoen presenteerde Beau van Erven Dorens het programma.
| Deelnemers | Deelnemers            | Deelnemers |
| Rang       | Naam                  |            |
| ---------- | --------------------- | ---------- |
| 1          | Tessa van Rossen      |            |
| 2          | Nicoline Roozen       |            |
| 3          | Monique van der Vaart |            |
|            | Leroy van Loorbeek    |            |
| 5          | Bert van der Beek     |            |
|            | Leomiek Rijkenberg    |            |
| 7          | Henk-Jan Akse         |            |
|            | Jolanda van der Heide |            |

De overige deelnemers aan het programma waren: Glenn Aoys, Mirjam, Harry, Marcel, Marianne, Annemarie, Danielle van der Mars en sjamaan Miranda Custic-Schellingerhout.

### Seizoen 3 (Plaats Delict)
Seizoen 3 was van 28 augustus tot en met 16 oktober 2008 elke donderdag te zien om 21.30 op RTL 4. Ook dit seizoen was de presentatie in handen van Beau van Erven Dorens en waren er twaalf kandidaten.
In acht afleveringen ging Beau van Erven Dorens samen met de zelfverklaarde paragnosten en mediums naar plaatsen waar mensen zijn overleden (veelal vermoord) en waar de deelnemers informatie over de doodsoorzaak, de dader en het slachtoffer moesten geven.
| Deelnemers | Deelnemers                                 |
| Rang       | Naam                                       |
| ---------- | ------------------------------------------ |
| 1          | Peter van der Hurk (zoon van Peter Hurkos) |
| 2          | Ingomar                                    |
| 3          | Vanessa                                    |
| 4          | Norma                                      |

### Seizoen 4 (Plaats Delict)
Ook in 2009 nam Beau de presentatie weer in handen: vanaf 5 maart weer om 21.30 uur op RTL 4. In tegenstelling tot voorgaande seizoenen ging het er in dit seizoen niet om wie het best presteerde, maar om de waarheid boven tafel te krijgen. Samen met de paragnosten, onder andere winnaar van seizoen 3 Peter van der Hurk, ging Beau de plaats delicten af op zoek naar een oplossing.
Seizoen 4 bleek later een cruciale aflevering te bevatten die de kwaliteit van paragnostische uitspraken bleek te ontkrachten. Op 19 maart werd de uitzending gewijd aan de zaak Marianne Vaatstra. De paragnosten beweerden dat de misdaad niet op de plaats delict had plaatsgevonden, dat het slachtoffer was opgepikt door de dader en een ander persoon in een grijze auto, dat de dader al meerdere malen met de politie in aanraking was geweest en dat het om een donker en een blank persoon ging. Er werd een compositietekening gemaakt. Niets van dit alles kwam overeen met de werkelijke dader en zijn misdaad.

### Seizoen 5 (Plaats Delict)
Het vijfde seizoen begon op 3 september 2009 op RTL 4. Vanaf dit seizoen presenteerde Robert ten Brink het programma. Ook in dit seizoen ging het niet om zo goed mogelijk te presteren, maar om de waarheid boven tafel te krijgen. Samen met de paragnosten, waaronder opnieuw winnaar van seizoen 3 Peter van der Hurk, ging Robert de plaats delicten af op zoek naar een oplossing.

### Seizoen 6 (Internationaal)
Het zesde seizoen ging van start op 3 maart 2011. In dit seizoen ging Robert ten Brink samen met Derek Ogilvie op zoek naar "de beste paragnost ter wereld". Er deden paragnosten uit Nederland, Amerika, België, Engeland, Rusland en Noorwegen mee.

### Seizoen 7 (Plaats Delict)
Het zevende seizoen begon op 19 januari 2012. Er waren 6 afleveringen. Lieke van Lexmond verzorgde vanaf dit seizoen de presentatie.

### Seizoen 8 (Plaats Delict)
Ook dit seizoen wordt gepresenteerd door Lieke van Lexmond. Er waren 6 afleveringen. Het achtste seizoen begon op 14 februari 2013 en eindigde op 21 maart 2013.